# Темпел 1
Темпел 1 је периодична комета откривена 1867. године. Комету је открио немачки астроном Вилхелм Темпел. Темпел 1 је 2005. године посјетила летелица Дип Импакт, а 2011. крај ње је прелетела летелица Стардаст.

## Откриће
Темпел 1 је откривена 3. априла 1867. године. Открио ју је астроном Вилхемл Темпел. Било је покушаја фотографисања ове комете између 1898. и 1905. године али сви су завршили безуспешто.

## Физичке карактеристике
Темпел 1 није светлећа комета; њена привидна магнитуда током открића била је 11, што је далеко испод видљивости голим оком. Ротација траје два дана.